# Lineapelle
Die Lineapelle ist eine Internationale Fachmesse für Lederwaren, Accessoires und Kunststoffartikel in Italien und gilt in der Branche als besonders richtungsweisend für zukünftige Modetrends. Die Lineapelle weist eine lange Tradition in der Modebranche auf und zieht die Aufmerksamkeit von Besuchern aus aller Welt und von den bedeutendsten Firmen, die in der Produktion von Schuhen und Lederwaren tätig sind, auf sich. Sie hat eine Gesamtfläche von rund 50.000 m², auf der rund 1500 Unternehmen aus über 50 Ländern ausstellen.
Die erste Ausstellung war 1981 in Mailand. Seit 1986 findet die Fachmesse halbjährlich, jeweils im Frühjahr und Herbst, auf dem Messegelände BolognaFiere in Bologna statt. Die Ausstellung wird organisiert von der 1980 gegründeten Lineapelle SpA mit Sitz in Mailand. Die Messe ist nur für Fachbesucher offen. Die wichtigsten Ausstellungssektoren der Lineapelle sind: Leder, Synthetikprodukte, Modellzubehör und Einzelteile für Schuhwaren (Sohlen, Absätze, Metallzubehör), Lederwaren, Lederbekleidung und Ledermöbel.

## Statistik
- Besucherstruktur Oktober 2012: 19.132 Fachbesucher aus 90 Ländern. Hersteller von Schuhen, Lederwaren, Lederbekleidung und Ledermöbel.
- Ausstellerstruktur Oktober 2012: 1.235 Hersteller nutzten die Messe als Präsentationsplattform. Mit ihrem Angebot belegten die Aussteller eine Gesamtnettofläche von 40.651 m².[2] Bei der Messe zuvor im April waren 1.047 Aussteller aus 41 Ländern vertreten.[3]